# NGC 4821
NGC 4821 est une galaxie elliptique située dans la constellation de la Chevelure de Bérénice. Sa vitesse par rapport au fond diffus cosmologique est de 7 318 ± 19 km/s, ce qui correspond à une distance de Hubble de 107,9 ± 7,6 Mpc (∼352 millions d'al). NGC 4821 a été découverte par l'astronome prussien Heinrich Louis d'Arrest en 1864.
À ce jour, une mesure non basée sur le décalage vers le rouge (redshift) donne une distance d'environ 115,000 Mpc (∼375 millions d'al). Cette valeur est à l'intérieur des valeurs de la distance de Hubble. Notons cependant que c'est avec la valeur moyenne des mesures indépendantes, lorsqu'elles existent, que la base de données NASA/IPAC calcule le diamètre d'une galaxie et qu'en conséquence le diamètre de NGC 4821 pourrait être d'environ 22,7 kpc (∼74 000 al) si on utilisait la distance de Hubble pour le calculer.